# Malapropism
Un malapropism (numit și malaprop, acyrologie sau Dogberryism ) se referă la utilizarea greșită a unui cuvânt incorect în locul unui cuvânt cu un sunet similar, rezultând un enunț fără sens, uneori chiar amuzant. Un exemplu este afirmația atribuită jucătorului de baseball Yogi Berra, „Texas are o mulțime de voturi electrice”, în loc de „voturi electorale”. Malapropismele apar adesea ca erori în vorbirea fluentă și sunt uneori subiectul atenției mass-media, mai ales atunci când sunt făcute de politicieni sau de alte figuri publice. Filosoful Donald Davidson a afirmat că malapropismele demonstrează procesul complex prin care creierul traduce gândirea în limbaj.
Malapropismele comice sunt genul care atrage cea mai mare atenție și comentarii, dar malapropismele seci sunt comune în vorbire și scris.

## Etimologie

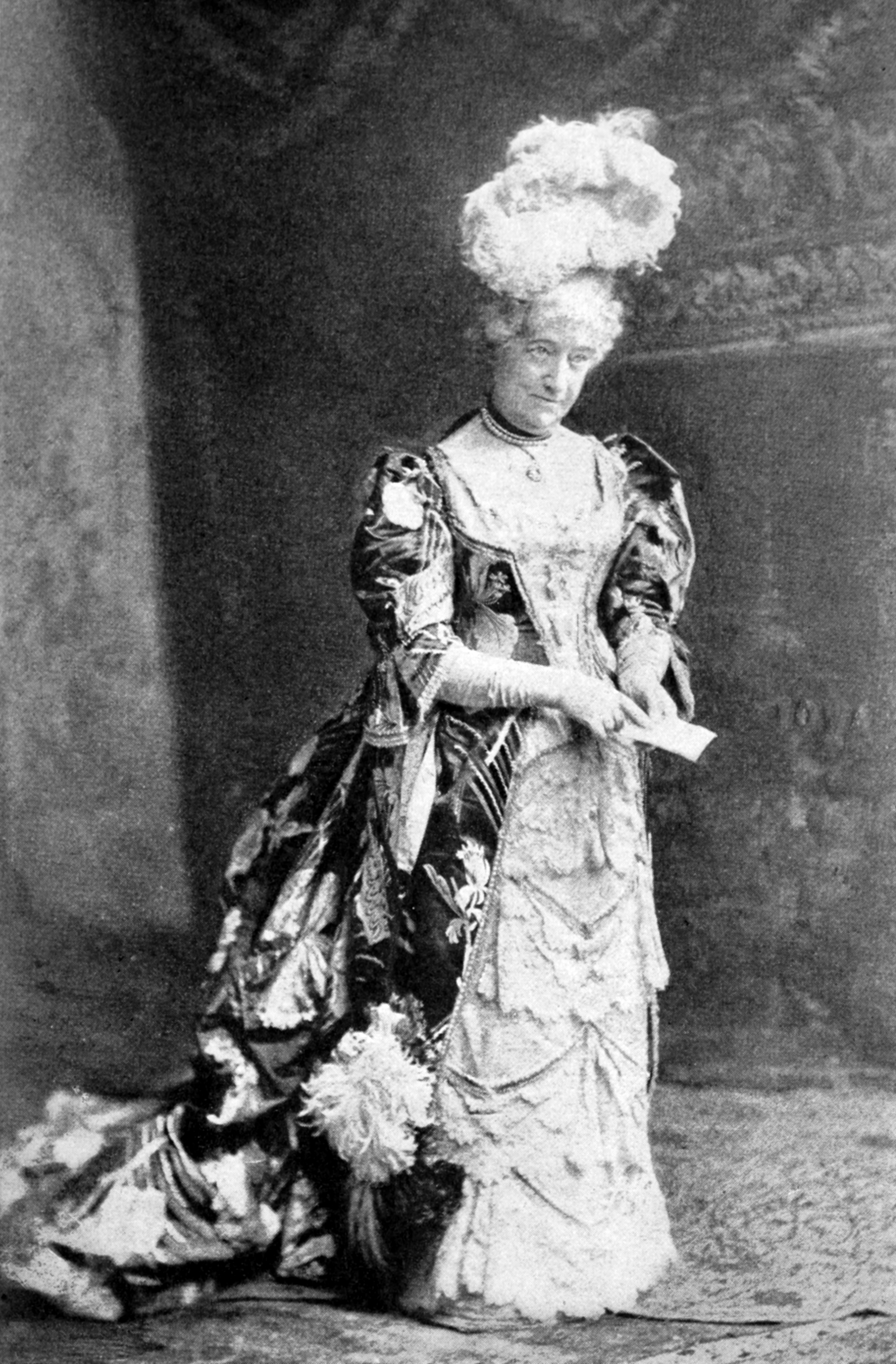
Louisa Lane Drew, interpretând-o pe doamna Malaprop, în Rivalii, o producție din 1895

Cuvântul „malapropism” (și varianta sa anterioară „malaprop”) provine de la un personaj numit „Dna. Malaprop" în piesa de teatru din 1775 a lui Richard Brinsley Sheridan - Rivalii. Dna. Malaprop vorbește adesea greșit (pentru un efect comic), folosind cuvinte care nu au sensul pe care ea îl intenționează, dar care sună asemănător cu acele cuvinte care au sensul respectiv. Se presupune că Sheridan a ales acest nume cu referire umoristică la cuvântul malapropos, un adjectiv sau adverb care înseamnă „nepotrivit” sau „în mod nepotrivit”, derivat din expresia franceză mal à propos (literal „prost plasat”). Conform Dicționarului Englez Oxford, prima utilizare înregistrată în limba engleză a termenului „malapropos” este din 1630, iar prima persoană care ar fi folosit cuvântul „malaprop” cu sensul de „eroare de vorbire” a fost Lordul Byron în 1814.
Termenul sinonim „Dogberryism” provine din piesa lui William Shakespeare din 1598, Mult zgomot pentru nimic, în care personajul Dogberry rostește multe malapropisme cu efect comic. Deși Shakespeare a fost un scriitor dinaintea epocii lui  Sheridan, „malaprop/malapropism” pare o expresie anterioară lui „Dogberryism”, care nu este atestat până în 1836.

## Caracteristici distinctive
Apare o eroare de vorbire numită malapropism atunci când este rostit un cuvânt lipsit de sens sau ridicol în context, dar similar ca sunet cu ceea ce a fost intenționat.
Există anumite diferențe între definiții în ceea ce privește cauza erorii. Unii cercetători includ numai erori care rezultă dintr-un eșec temporar de a produce cuvântul pe care vorbitorul l-a intenționat. Astfel de erori sunt uneori numite „malapropism Fay–Cutler”, după David Fay și Anne Cutler, care au descris apariția unor astfel de erori în vorbirea curentă. Cu toate acestea, cele mai multe definiții includ orice cuvânt real care este folosit greșit sau accidental în locul unui cuvânt corect, dar care sună similar. Această definiție mai largă este uneori numită „malapropism clasic”, sau pur și simplu „malapropism”.
Malapropismele diferă de alte tipuri de greșeli de vorbire sau de scriere, cum ar fi eggcorns⁠(d) sau spoonerisme, și de producerea accidentală sau deliberată de cuvinte nou inventate (neologisme).
De exemplu, nu este un malapropism să folosești obtuz [larg sau plictisitor] în loc de acut [îngust sau ascuțit]; este un malapropism să folosești obtuz [prost sau lent la minte] când te referi la abstruz [ezoteric sau greu de înțeles].
Malapropismele tind să mențină partea de vorbire a cuvântului intenționat. Potrivit lingvistului Jean Aitchison, „Descoperirea că erorile de selecție a cuvintelor își păstrează partea de vorbire sugerează că aceasta din urmă este o parte integrantă a cuvântului și este strâns atașată de acesta”. De asemenea, substituțiile tind să aibă același număr de silabe și aceeași structură metrică - același model de silabe accentuate și neaccentuate - ca și cuvântul sau fraza intenționată. Dacă modelul de accent al malapropismului diferă de cuvântul dorit, silabele neaccentuate pot fi șterse sau inserate; se mențin silabele accentuate și tiparul ritmic general.

## Exemple din ficțiune
Personajul fictiv dna. Malaprop, din piesa lui Sheridan Rivalii, rostește multe malapropisme. În Actul 3 Scena III, ea îi declară Căpitanului Absolut: „Sigur, dacă reproșez ceva în această lume, este folosirea limbii mele oraculare și o minunată deranjare a epitafurilor!” Această afirmație fără sens ar putea, de exemplu, să fie corectată astfel: „Dacă înțeleg ceva în această lume, este folosirea limbii mele vernaculare și un aranjament frumos de epitete”, – deși acestea nu sunt singurele cuvinte care pot fi substituite pentru a reda o gândire exprimată corespunzător în acest context, iar comentatorii au propus alte posibile substituiri care funcționează la fel de bine.
Alte malapropisme rostite de dna. Malaprop includ „analfabetul din memoria ta” (în loc de „șterge-l din memoria ta”), „el este chiar ananasul politeței” (în loc de culmea politeței) și „ea este la fel de încăpățânată ca o alegorie pe malul Nilului” (în loc de „ca un aligator”).
Malapropismele au apărut în multe lucrări înainte ca Sheridan să creeze personajul doamnei Malaprop. William Shakespeare le-a folosit în multe din piesele sale, rostite aproape invariabil de personaje comice, prost educate, din clasa inferioară. Mistress Quickly, hangița parteneră cu Falstaff în mai multe piese de Shakespeare, este un frecvent utilizator al malapropismelor. În Mult zgomot pentru nimic, agentul Dogberry îi spune guvernatorului Leonato: „În veghea noastră, domnule, am înțeles într-adevăr două persoane de bun augur” (adică, am reținut două persoane suspecte) (Actul 3, Scena V).
Malapropismul a fost unul dintre stilurile comice ale lui Stan Laurel. În Fiii deșertului, de exemplu, el spune că Oliver Hardy suferă o „scădere” nervoasă (în loc de „cădere”), îl numește pe Conducătorul exaltat al grupului lor „conducătorul epuizat” și spune că el și Oliver sunt ca „două boabe de mazăre într-o oală” (vrând să spună „păstaie”); în Cutia muzicală, îl întreabă din neatenție pe un polițist: „Nu crezi că treci peste pașii tăi?” adică „îți depășești limitele” – iar Hardy îl corectează, făcându-l pe polițist să se enerveze și mai tare pe el.
Emily Litella, un personaj fictiv creat și interpretat de comediantul american Gilda Radner, a folosit malapropismul pentru a distra telespectatorii la emisiunea nocturnă de comedie, Saturday Night Live.
Comicul britanic Ronnie Barker a folosit foarte multe malapropisme deliberate în comedia sa, în special în schițe precum „Apel în numele Societății loiale pentru alinarea suferințelor de la Pismronunciation”, în care a combinat malapropisme și cuvinte deformate pentru a obține un efect comic – inclusiv un discurs care „ne-a dat câțiva viermi bine înghețați (adică cuvinte bine alese), în semn de laudă a societății”.
Ring Lardner a folosit pe scară largă malapropismul pentru efectul comic. De exemplu, în nuvela sa The Young Immigrunts, naratorul în vârstă de patru ani se referă în mod repetat la mire și mireasă ca „mireasa și mohorâtul”.
Archie Bunker, un personaj din serialul TV american All in the Family (În familie), folosește frecvent malapropisme: el se referă, de exemplu, la „evreii din afara docurilor” (evreii ortodocși) și „Mișcarea de lubrifiere a femeilor” (în loc de emancipare). Intenționând să se refere la domeniul medical de specialitate al ginecologiei și la specialistul în domeniu ca ginecolog, a pronunțat greșit cuvintele ca „groinecologie” și „groinecologist”.
Personajul fictiv al lui Tyler Perry, Madea, este cunoscut pentru utilizarea în dialectul ei sudic a malapropismelor, pe care unii critici le leagă de arhetipul Mammy.

## Exemple din viața reală
Malapropismele nu apar doar ca instrumente literare comice. Ele apar și ca un fel de eroare de vorbire în vorbirea fluentă. Multe exemple sunt adesea citate în mass-media. Bertie Ahern, fostul lider al Guvernului din Irlanda, și-a avertizat poporul să nu „deranjeze tarta cu mere” (căruța cu mere) a succesului economic al țării sale.
Fostul primar din Chicago Richard J. Daley s-a referit la o bicicletă tandem drept o „bicicletă tantru” și a făcut referire la „Alcoolicii Unanimi” (Alcoolicii Anonimi).
Fostul prim-ministru australian Tony Abbott a susținut odată că nimeni „nu este supozitorul înțelepciunii depline” (adică deținătorul). În mod similar, după cum se raportează în New Scientist, un angajat de birou descrisese un coleg drept „un vast supozitor de informații”. Angajatul și-a cerut apoi scuze pentru „mis-Marple-ism” (adică malapropism ). New Scientist a remarcat acest lucru ca fiind probabil prima dată când cineva a rostit un malapropism pentru însuși cuvântul malapropism.
Se știe că fostul guvernator al Texasului, Rick Perry, rostește în mod obișnuit malapropisme; de exemplu, el a descris statele drept „toalete de inovare și democrație” în loc de „laboratoare”.
În timpul unei audieri în Senat, secretarul adjunct al comunicațiilor prezidențiale filipineze, Mocha Uson, a dat peste sintagma legală „dreptul împotriva autoincriminării”, invocând în schimb „dreptul împotriva auto-discriminării”.
Fostul campion mondial la categoria grea, boxerul Mike Tyson, întrebat ce planuri are la doar câteva momente după ce fusese înfrânt într-o luptă pentru titlul mondial de către Lennox Lewis, a declarat: „s-ar putea să trec în boliviană” (uitare).
În timpul pandemiei de COVID-19, a fost introdus un format comun de meme, în care utilizatorii de internet au introdus malapropisme prin înlocuirea cuvântului „pandemie” cu alte cuvinte care sună similar (cum ar fi „panoramă”, „pandemonium” sau „panini”), o practică adesea atribuită rețelei de socializare Black Twitter.
Marjorie Taylor Greene folosește malapropisme atât în propriile exprimări, cât și atunci când comunică cu restul lumii, inclusiv referințe la: „mâncare din piersic” (placă Petri), „poliție gazpacho” (gestapo) și „încălcat în mod parfumat...” (flagrant), printre altele.

## Implicații filozofice
În eseul său „O frumoasă deranjare de epitafuri”, filosoful Donald Davidson sugerează că malapropismele dezvăluie informații despre modul în care oamenii procesează semnificațiile cuvintelor. El susține că competența lingvistică nu trebuie să implice pur și simplu învățarea unui sens stabilit pentru fiecare cuvânt și apoi aplicarea rigidă a acestor reguli semantice pentru a decoda enunțurile altor oameni. Mai degrabă, spune el, oamenii trebuie să folosească continuu alte informații contextuale pentru a interpreta în mod adecvat sensul enunțurilor și apoi să-și modifice înțelegerea sensului fiecărui cuvânt pe baza acelor interpretări.
 